# Ian Azzopardi
Ian Azzopardi (12 agosto 1982) è un ex calciatore maltese, di ruolo difensore.

## Carriera

### Nazionale
Ha collezionato 42 presenze con la propria nazionale.

## Palmarès

### Club

#### Competizioni nazionali
- Campionato maltese: 1

Valletta: 2015-2016